# 1246 en santé et médecine
| Années de la santé et de la médecine : 1243 - 1244 - 1245 - 1246 - 1247 - 1248 - 1249    |
| Décennies de la santé et de la médecine : 1210 - 1220 - 1230 - 1240 - 1250 - 1260 - 1270 |

Cet article présente les faits marquants de l'année 1246 en santé et médecine.

## Événements

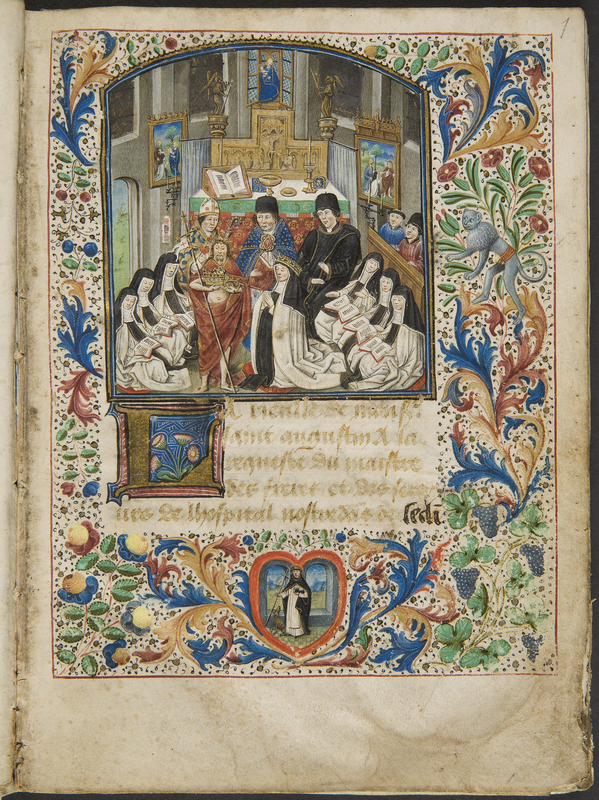
Marguerite de Flandre
fondatrice de l'hôpital
Notre-Dame de Seclin

- Le synode de Béziers rappelle que le droit canonique interdit rigoureusement aux chrétiens de se faire soigner par un médecin juif, prohibition qui reste généralement ignorée[2].
- Par un acte qui peut être tenu pour fondateur de l'université de Sienne, l'athénée municipal de cette ville, où la médecine est déjà enseignée, reçoit de Frédéric II « une forme limitée de reconnaissance impériale[3] ».
- Le roi Louis IX, à la demande de son frère Charles Ier, comte d'Anjou, fonde l'université d'Angers[4], dont la faculté de médecine ne sera créée qu'en 1432-1433, par le pape Eugène IV et le roi Charles VII[5].
- Fondation à Lyon, quartier Saint-Georges, par Guichard de Condrieu d'un hôpital Saint-Antoine qui aura disparu en 1280[6].
- Robert de Montpellier, apothicaire d'Henri III, serait le premier à ouvrir une pharmacie à Cheapside, grand marché de Londres[7].
- Malgré l'interdiction faite aux ordres majeurs d'exercer la chirurgie, renouvelée en 1234 par Grégoire IX, le pape Innocent IV autorise Richard de Fournival (1201-1260) devenu diacre à continuer de pratiquer cet art[8].
- 1213-vers 1246 : « courte existence » de l'hôpital Novellus de Toulouse[9].
- 1246[10] ou 1248[11] : fondation de l'hôpital Notre-Dame de Seclin, par Marguerite, comtesse de Flandre, sœur de Jeanne de Constantinople.

## Publication
- 1245 ou 1246 : parution des Vies de médecins de l'historien Ibn Abi Usaybi'a, compilation de plus de quatre cents biographies de savants, rédigée en 1242[12],[13]